# مقاطعة أونتاريو (نيويورك)
مقاطعة أونتاريو (بالإنجليزية: Ontario County)‏ هي إحدى المقاطعات في ولاية نيويورك في الولايات المتحدة الأمريكية.

## أعلام
- جون لوثر لونغ
- حيرام بيردان
- باول د. ماكلين
- هنري فلاجلر